# ノヴィ・パザル
ノヴィ・パザル（セルビア語: Novi Pazar / Нови Пазар [nɔ̂v̞iː pǎzaːr]）は、セルビア南西部、ラシュカ郡にある都市、およびそれを中心とした基礎自治体である。2002年の国勢調査によれば人口は基礎自治体全体で85,996人で、ノヴィ・パザル市街では54,604人であった。ノヴィ・パザルはサンジャク地方の中心地で、セルビアにおけるボシュニャク人の文化的な中心地でもある。

## 地名
ノヴィ・パザルの地名は、セルビア・クロアチア語で「新しい市場」を意味する。"pazar" はトルコ語に由来し、トルコ語名では「イェニ・パザール」（Yeni Pazar）と表記される。

## 地理
ノヴィ・パザルは、サンジャク地方の主要な経済、文化の中心地でヨシャニツァ盆地（Jošanica）に位置し、ラシュカ川、デェゼヴスカ川、リュドゥスカ川が流れる。標高は496mである。町はペシュテル高原（Pešter, Пештер）に位置しており、周辺にはゴリヤ山（Golija, Голија）、ロゴズナ山（Rogozna, Рогозна）などの山地がある。基礎自治体の面積は742km²で、基礎自治体内には100の村落が含まれている。それらの村落のほとんどは小さく、都市周辺の丘陵地や山間部へと広がっている。

## 地区・村落
Alulović, Bajevica, Banja, Bare, Batnjik, Bekova, Bele Vode, Boturovina, Brđani, Brestovo, Vever, Vidovo, Vitkoviće, Vojkoviće, Vojniće, Vranovina, Vučiniće, Vučja Lokva, Golice, Gornja Tušimlja, Goševo, Građanoviće, Gračane, Grubetiće, Deževa, Dojinoviće, Drum, Dolac, Doljani, Dragočevo, Dramiće, Žunjeviće, Zabrđe, Zlatare, Ivanča, Izbice, Jablanica, Javor, Janča, Jova, Kašalj, Kovačevo, Kožlje, Koprivnica, Kosuriće, Kruševo, Kuzmičevo, Leča, Lopužnje, Lukare, Lukarsko, Goševo, Lukocrevo, Miščiće, Mur, Muhovo, Negotinac, Odojeviće, Okose, Osaonica, Osoje, Oholje, Pavlje, Paralovo, Pasji Potok, Pilareta, Pobrđe, Požega, Požežina, Polokce, Pope, Postenje, Prćenova, Pusta Tušimlja, Pustovlah, Radaljica, Rajetiće, Rajkoviće, Rajčinoviće, Rajčinovićka Trnava, Rakovac, Rast, Sebečevo, Sitniče, Skukovo, Slatina, Smilov Laz, Srednja Tušimlja, Stradovo, Sudsko Selo, Tenkovo, Trnava, Tunovo, Hotkovo, Cokoviće, Čašić Dolac, Šavci, Šaronje, Štitare and Zaguljača.

## 歴史
紀元前5世紀ごろのグレコ・イリリアン様式の衣装や金、銀、宝石、数珠玉、アテネ風の陶器を含む壮麗な墓が、7世紀から9世紀の間に完成したセルビア最古の教会である聖ピョートル・パーヴェル聖堂（Црква Светих апостола Петра и Павла у Расу、通称「ペトロヴァ聖堂」）の下から1950年代に発見されている。ノヴィ・パザルは、おそらく近隣の中世セルビア王国の首都であるラス（現在のスタリ・ラス）が廃れた後に貿易地の町として始まったとされ、ラスはバルカン各地を通過する通商ルートや主要な街道から外れていたため、これらを改善するため数キロメートル離れた現在の場所に設立されたとされる。
サラエヴォの創設者であるイーサー＝ベグ・イサコヴィッチによってノヴィ・パザルは都市としての地位を獲得し、1459年から1461年までイサコヴィッチによる統治をうけた。書物にノヴィ・パザルが最初に言及されたのは15世紀のことで、この地の領事を任命したとするラグーサ共和国の議会のものであった。
また、ノヴィ・パザルがドゥブロヴニク、ニシュ、ソフィア、コンスタンティノープル、サロニカ、サラエヴォ、ベオグラード、ブダペストなどのバルカンや中欧各地へ続く街道の交点として主に機能し、交易が発展し開発が進んだことを、多くの作家が記している。オスマン帝国の旅行家であるエヴリヤ・チェレビは17世紀、ノヴィ・パザルはバルカンの大都市の一つであると記している。オスマン帝国統治下の15世紀から20世紀にかけては、ノヴィ・パザルはイェニ・パザル・サンジャク（Yeni Pazar sancağ）の首都であった。
ノヴィ・パザルの名が、世界百科事典にサンジャク地方の同義語として加えられたのは1878年のことで、この年、ベルリン会議において特別区域としてサンジャク地方全域がノヴィ・パザル・サンジャクとして指定された。ノヴィ・パザル・サンジャクは1878年から1908年にかけてオーストリア＝ハンガリー帝国の統治下となったが、1908年にオスマン帝国の統治に戻され、1912年の第一次バルカン戦争によってオスマン帝国が崩壊するまで続いた。第一次世界大戦後、ノヴィ・パザルはその重要性を急速に失っていった。

## 人口
1953年の人口統計によればノヴィ・パザル基礎自体の人口は53,331人で、民族構成は以下の通りである。
- セルビア人（50.38%）
- トルコ人（21.87%）
- ユーゴスラビア人（26.94%）
- その他（0.83%）

トルコ人やユーゴスラビア人とされる人のほとんどはボシュニャク人である。後年に行われた国勢調査ではムスリム人の用語がユーゴスラビア当局によって用意されるようになり、2002年の国勢調査ではボシュニャク人が選択肢として用意されている。

### ノヴィ・パザル基礎自治体
| 1961 | 27,933 | 47.52% | 23,250 | 39.56% | 1,261 | 2.15% | 543 | .%    | 58,777 |
| 1971 | 25,076 | 38.98% | 37,140 | 57.74% | 183   | 0.28% | 359 | .%    | 64,326 |
| 1981 | 21,834 | 29.51% | 49,769 | 67.26% | 931   | .%    | 295 | .%    | 74,000 |
| 1991 | 19,064 | 22.36% | 64,251 | 75.37% | 700   | 0.82% | 232 | .%    | 85,249 |
| 2002 | 17,599 | 20.46% | 65,593 | 76.27% | 1,599 | 1.86% | 136 | 0.16% | 85,996 |

### ノヴィ・パザル市街
| 1971 | 5,322 | 17.54% | 24,544 | 80.9%  | 167 | 0.55% | 298 | 0.98% | 28,950 |
| 1981 | 6,689 | 16.28% | 32,798 | 79.8%  | 848 | 2.06% | 246 | 0.6%  | 41,099 |
| 1991 | 6,698 | 12.94% | 43,774 | 84.59% | 575 | 1.11% | 190 | 0.37% | 51,749 |
| 2002 | 6,724 | 12.31% | 46,339 | 84.86% | 904 | 1.66% | 105 | 0.19% | 54,604 |

## 経済

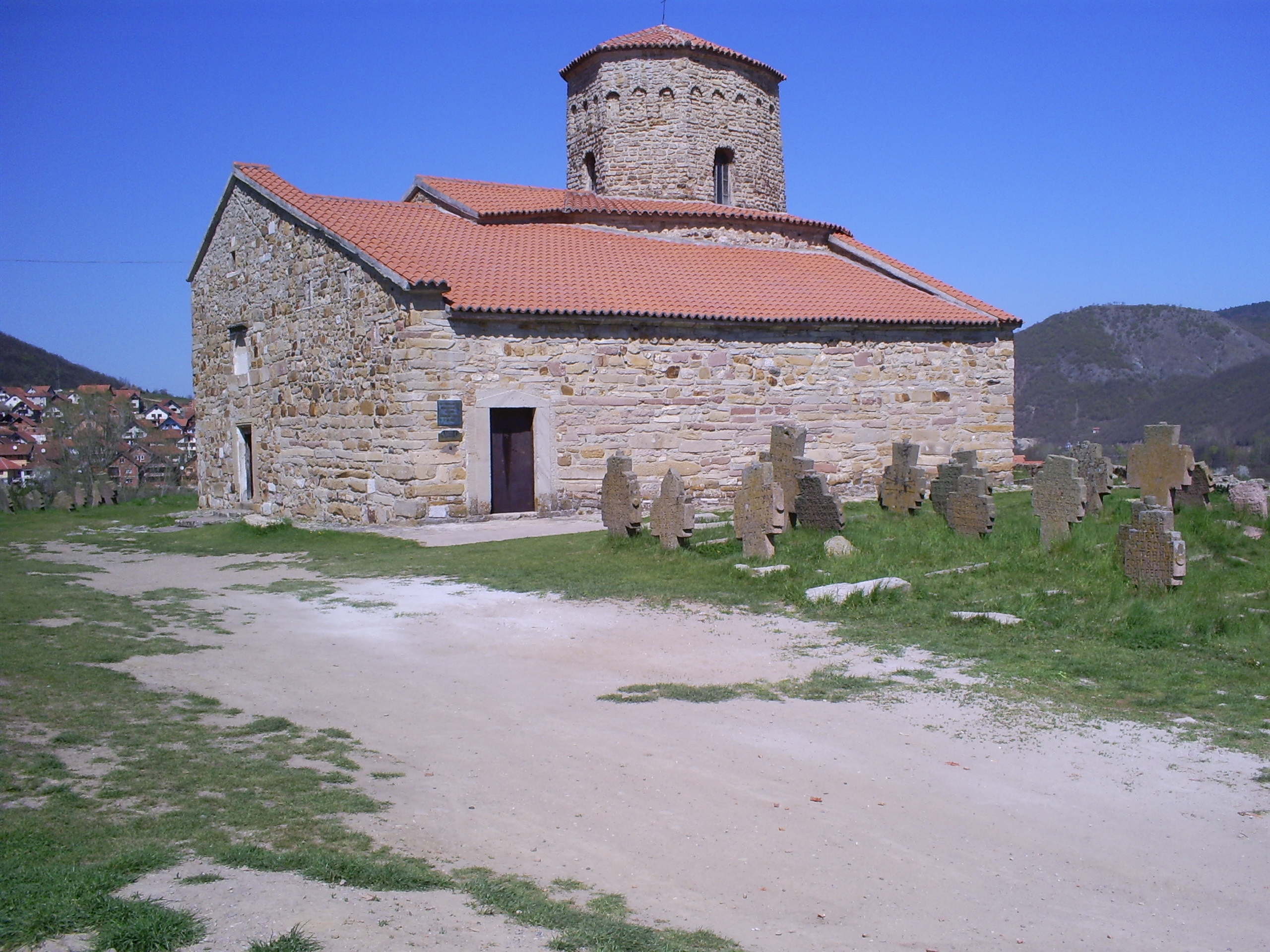
ペトロヴァ聖堂

街道の要衝として数世紀にわたり、交易の中心地としての役割を担っていた。交易と同時に伝統的な手工業も発達したが、20世紀には織物産業の中心地となっている。1990年代に入ると、ユーゴスラビア紛争の影響により国連の制裁が行われ混乱が生じたが、逆に織物産業は強い民間主導によって、ノヴィ・パザルでは盛んになっていた。ジーンズは着実にノヴィ・パザルのブランドとなり、周辺地域に広く知られるものとなった。しかしながら、2000年代に入ると比較的好調であったセルビア経済に対し、ノヴィ・パザルの経済は輸入品との競争や民営化の失敗による織物工業の統合などで急速に衰えている。

## 文化
町の西側には、ステファン・ウロシュ1世寄進によるセルビア正教会のソポチャニ修道院が13世紀後半に建てられており、1979年にステファン・ネマニャの中世セルビア王国の首都であったスタリ・ラスとともに、スタリ・ラスとソポチャニとして世界遺産に登録されている。9世紀以来の聖ペトル聖堂も世界遺産に含まれている。ノヴィ・パザルを見渡せる丘の上には、12世紀以来のジュルジェヴィ・ストゥポヴィ修道院があり、廃墟として長年打ち捨てられていたが、20世紀後半以降、修復が進められている。
ノヴィ・パザルの主要なモスクであるアルトゥン・アレムモスクは、バルカン半島において最大規模のもので、16世紀に建てられたものである。また、オスマン帝国期の様々な建築物も残されており、17世紀以来のキャラバンサライであるアミル・アギン・ハン（Amir-agin Han）や15世紀頃のハンマーム（共同浴場）、オスマンの城壁（現在は町の中心部の公園となっている）などがある。

## スポーツ
ノヴィ・パザルは、1928年に設立されたサッカークラブチームのFKノヴィ・パザルの本拠地である。同チームは、セルビアの2部リーグでは最も歴史のあるチームで、これまでにFKサンジャク、FKデジェヴァ（FK Deževa）とチームの名称を変えている。現在の名称での活動は1962年から続いており、他のクラブチームであるFKラスと統合された際にこの名称となった。また、FKノヴィ・パザルはユーゴスラビア・アマチュアチャンピオンシップやユーゴスラビア2部リーグに参戦したことがあるほか、1994年と1995年にはプレーオフに進出し1部リーグへ昇格するチャンスを得たことがある（ただし、いずれも昇格するには至らなかった）。
サッカーはノヴィ・パザルで最も人気のあるスポーツであり、試合開催時にはスタジアムが常に満員となる。ハンドボールやバスケットボールも盛んで、ハンドボールではセルビア二部リーグのOKノヴィ・パザルが本拠地としているほか、NBAのチームでの在籍経験も持つノヴィ・パザル出身のミルサド・テュルクジャンが、トルコのプロバスケットボールチームで活躍している。

## ゆかりのある人物
- アデム・リャイッチ - サッカー選手
- アレン・マソビッチ - サッカー選手
- エミナ・ヤホヴィッチ - 歌手
- ミルサド・テュルクジャン - バスケットボール選手